# Розенкранц, Иоганн Карл Фридрих
Иоганн Карл Фридрих Розенкранц (нем. Johann Karl Friedrich Rosenkranz; 1805, Магдебург — 1879, Кенигсберг) — немецкий философ. Дядя немецкого математика и астронома Рудольфа Лемана-Фильгеса (1854—1914).

## Биография
Был профессором философии в Кёнигсберге; в конце жизни ослеп. Один из наиболее талантливых и разносторонних учеников Гегеля, Розенкранц в своей «науке о логической идее» значительно отступает от гегелевской логики; настоящие гегельянцы обвиняли его в отщепенстве от учителя.
По Розенкранцу, «наука логической идеи» делится на метафизику, логику и учение об идеях, причем мышление противополагается бытию, а оба они уничтожаются в идее, как их единстве. Метафизика в свою очередь расчленяется на онтологию, этиологию и телеологию; логика имеет дело с учением о понятии, суждении, умозаключении; в третьей части излагается принцип, метод и система учения об идеях.
Розенкранц — один из немногих гегельянцев, излагавших философию природы по гегелевским принципам, рассматривая, с их точки зрения, данные, добытые опытом.
Розенкранц известен и своими историко-литературными работами; он выступал также в качестве беллетриста и драматурга (комедия «Das Centrum der Spekulation», Кенигсберг, 1840).
Pозенкранц написал также ценную биографию Гегеля («Leben Hegels», Берлин, 1844), а к столетию со дня его рождения издал этюд: « Hegel als deutscher Nationalphilosoph» (Лейпциг, 1870), в котором выставляет Гегеля «завершителем Канта» (Vollender Kants).
Франциска Кугельман в своих воспоминания о Карле Марксе писала, что «по поводу Гегеля он говорил, что, по словам самого Гегеля, ни один из его учеников не понял его, кроме Розенкранца, да и тот понял неправильно…».
Похоронен на кладбище в Кёнигсберге.

## Главные труды
- «Geschichte der deutschen Poesie im Mittelalter» (Галле, 1830)
- «Goethe und seine Werke» (Кенигсберг, 1847; 2 изд., 1856)
- «Handbuch einer allgemeinen Geschichte der Poesie» (Галле, 1832—1833)
- «Die Naturreligion» (Изерл., 1831)
- «Encyklopädie der theologischen Wissenschaften» (Галле, 1831; 2 изд., 1845)
- «Kritik der Schleiermacherschen Glaubenslehre» (Кенигсберг, 1836)
- «Psychologie oder Wissenschaft vom subjektiven Geist» (там же, 1837; 3 изд., 1863)
- «Kritische Erläuterungen des Hegelschen Systems» (там же, 1840)
- «Vorlesungen über Schelling» (Данциг, 1842)
- «Königsberger Skizzen» (Данциг, 1842)
- «System der Wissenschaft» (Кенигсберг, 1850)
- «Meine Reform der Hegelschen Philosophie» (там же, 1852)
- «Die Pädagogik als System» (там же, 1848)
- «Aesthetik des Hässlichen» (там же, 1853)
- «Die Poesie und ihre Geschichte» (там же, 1855)
- «Wissenschaft der logischen Idee» (там же, 1858—59)
- «Epilegomena zu meiner Wissenschaft der logischen Idee» (там же, 1862)
- «Diderots Leben und Werke» (Лейпциг, 1866)
- «Hegels Naturphilosophie und die Bearbeitung derselben durch A. Vera» (Берлин, 1868)
- «Erläuterungen zu Hegels Encyklopädie der philosophischen Wissenschaften» (там же, 1871)

Вместе с Ф. В. Шубертом Розенкранц издал собрание сочинений Канта (Лейпциг, 1838—40), к которому приложил свою «Geschichte der Kantschen Philosophie». Сборники мелких исследований и статей Розенкранца изданы под заглавием: «Studien» (1839—47) и «Neue Studien» (Лейпциг, 1875—78). Под заглавием: «Von Magdeburg nach Königsberg» (Берлин, 1873)
Розенкранц напечатал автобиографию, доведенную им до переселения своего в Кенигсберг. Ср. Quäbicker, «Karl R.» (Лейпциг, 1879).